# Phyllophaga jumberea
Phyllophaga jumberea är en skalbaggsart som beskrevs av Saylor 1942. Phyllophaga jumberea ingår i släktet Phyllophaga och familjen Melolonthidae. Inga underarter finns listade i Catalogue of Life.